# Мілутін Ціхлар Нехаєв
Мілутін Ціхлар Нехаєв (25 листопада 1880, Сень — 7 квітня 1931,  Загреб) — хорватський письменник і журналіст .

## Біографія
Виріс у родині чеських іммігрантів і взяв псевдонім Нехаєв на честь вежі Нехай у Сені. Освіту здобув у Сені та Загребі, вивчав хімію у Відні. Після закінчення навчання працював професором у Задарі, де 1905 року заснував газету “Лавр” (хорв. “Lovor”). У Трієсті він редагував газету “Балкани”( хорв. “Balkan” ) 1907–1909, а як журналіст співпрацював з “Ранковий лист” (хорв. “Jutarnji list”), “Обрій (хорв. "Obzor") і “Аґрамер Таґблат” (хорв "Agramer Tagblatt"). З 1909 по 1912 рік він був асистентом у Крижевцях, після чого переїхав до Загреба і присвятив себе літературі та журналістиці. У 1926 році він став президентом Асоціації хорватських письменників.

## Літературна творчість
У літературу увійшов ще в старших класах у “Надії” (хорв. “Nadi”) та “Новій Надії” (хорв. “Novoj Nadi”). Він був лише студентом останнього класу гімназії, коли в травні 1898 року в Хорватському національному театрі була показана його одноактна п’єса “Перелом” (хорв. “Prijelom”). Через кілька місяців була показана його п’єса “Свічечка” (хорв. “Svjećica”).  Уже у своїх перших оповіданнях “Безпорадність" (хорв. “Nemoć”) 1895, “Смерть бідолахи” (хорв. “Bijednička smrt”) 1896, “В останніх спалахах” (хорв. “U zadnjim plamsajima “)1896, “Небо і пекло” (хорв. “Nebo i pakao”) 1898 він тематизував маленьких людей, зосереджуючись на їхній внутрішній присутності та перейняв деякі експресивні форми Янко Лесковара, якому він присвятив кілька своїх найкращих критичних сторінок. Писав есеїстичні та критичні праці про Джяльського, Лесковара, Ібсена, Флобера, Толстого та інших авторів (Knjiga eseja, 1936), автор книги “Нарис про Гамлета” (хорв. “Studija o Hamletu”) 1915. 
У романі “Втеча” (хорв. “Bijeg”) 1909 він дає психопортрет пасивного, невротичного і гіперчутливого інтелектуала, якому не до практизму та до вимог середовища, в якому він діє. Герой автора,Джуро Андріяшевич, тікає від життя, не в змозі прийняти важливі рішення. Основний конфлікт знаходиться всередині персонажа: напруга в самому персонажі, в його внутрішньому світі. 
Роман “Вовки” (хорв. “Vuci”) 1928, заснований на дослідженні “Франкопани” (хорв. “Frankopani”) 1927, модернізував  історичний роман, зосередивши увагу на психології героїв і сумнівах щодо історичного прогресу. Вважається попередником сучасного історичного роману в хорватській літературі.

#### Твори
- Творчість Мілутіна Нехаєва (хорв. Djela Milutina Nehajeva) 1900
- Поразка і свято (хорв. Poraz i slavlje)
- Втеча (хорв. Bieg) 1909
- Нарис про Гамлета (хорв. Studija o Hamletu) 1915
- Велике місто: новели (хорв. Veliki grad: novele) 1919
- Вовки (хорв. Vuci) 1928
- Есе про Владимира Мажуранича (хорв. Esej o Vladimiru Mažuraniću) 1929
- Про сторіччя хорватського Відродження: (1830-1930)(хорв. O stogodišnjici hrvatskoga preporoda: (1830-1930)) 1931